# Monasterio de Dumio
El monasterio de Dumio o monasterio de Dume (a veces Dumium; en portugués São Martinho de Dume), es un antiguo monasterio paleocristiano en la parroquia civil de Dume, municipio de Braga, en el noroeste de Portugal. Sobre una villa romana, se construyó una basílica de las tribus suevas, y más tarde un monasterio cristiano encabezado por Martín de Braga en la década de 550.
El redescubrimiento de las ruinas romanas a finales del siglo XX dio lugar a excavaciones arqueológicas que desenterraron su antiguo uso monástico.

## Historia

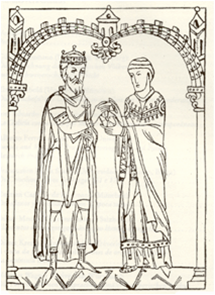
Martín de Braga con Miro, rey suevo de Gallaecia.

En el siglo I ya existía una villa romana octogonal que, mucho más tarde (siglo III), incluía un sistema de baños.
En la primera mitad del siglo VI, el rey suevo Carriarico ordenó la construcción de una iglesia primitiva para honrar a Dios por la curación de su hijo. También se puede deducir que fue un reflejo de la expansión y autoridad de los suevos en el área septentrional de Braga. A mediados del siglo VI, el lugar comenzó a adquirir un contexto importante dentro de la península. Bajo el mandato de Martín de Braga, que había pasado previamente por Constantinopla e Italia, evangelizador de los suevos y llamado el "Apóstol de los Suevos", las antiguas estructuras fueron ocupadas por un monasterio, cuya importancia religiosa comenzó a convertirlo en el centro de la religión del reino y en una diócesis autónoma muy próxima a Braga y al poder. El propio rey suevo construyó un palacio anexo, convirtiendo la antigua villa en un centro de toma de decisiones en las Cortes. Su diseño fue también una combinación de la estética sueva y las influencias contemporáneas del sur de la Galia. Existieron vínculos semiformales con los monarcas merovingios con los que los suevos mantenían correspondencia, mostrando influencias artísticas en el sarcófago de san Martín y la disposición de la basílica.
Tres siglos después de la construcción de la basílica de san Martín, y durante la Reconquista, el edificio fue objeto de importantes reformas. La iglesia pasó a la benevolencia del obispo de Mondoñedo, san Rosendo (posteriormente confirmada en 911).
Luego, hubo un retorno durante el siglo X, con las iniciativas de repoblación y reutilización de Alfonso III. Sin embargo, para entonces, el complejo religioso de Dumio estaba abandonado (o, al menos, en decadencia decadencia): ni el recuerdo de Martín de Braga ni su antigua gloria motivarían una nueva importancia. Es probable que pudiera haber servido como iglesia parroquial, pero las ruinas descubiertas en el lugar indican claramente que pudo no haber durado mucho tiempo en esta función. Dumio fue devuelta a la diócesis de Braga hacia 1103, donde permaneció, aunque no existen indicaciones posteriores sobre el estado, condición o uso de la antigua basílica.
Existen referencias de 1608 a la ermita de Nossa Senhora do Rosário, en torno a las casas de la sede municipal. Fue también por esta época cuando se terminó la actual iglesia Matriz (siglo XVII)[2]. La posterior ampliación de la iglesia se completó en la primera mitad del siglo XVIII.
Alrededor de 1747, el Contador de Argote relata la aparición de diversos vestigios arqueológicos en Dume, objetos que van saliendo, desenterrados por agricultores locales.

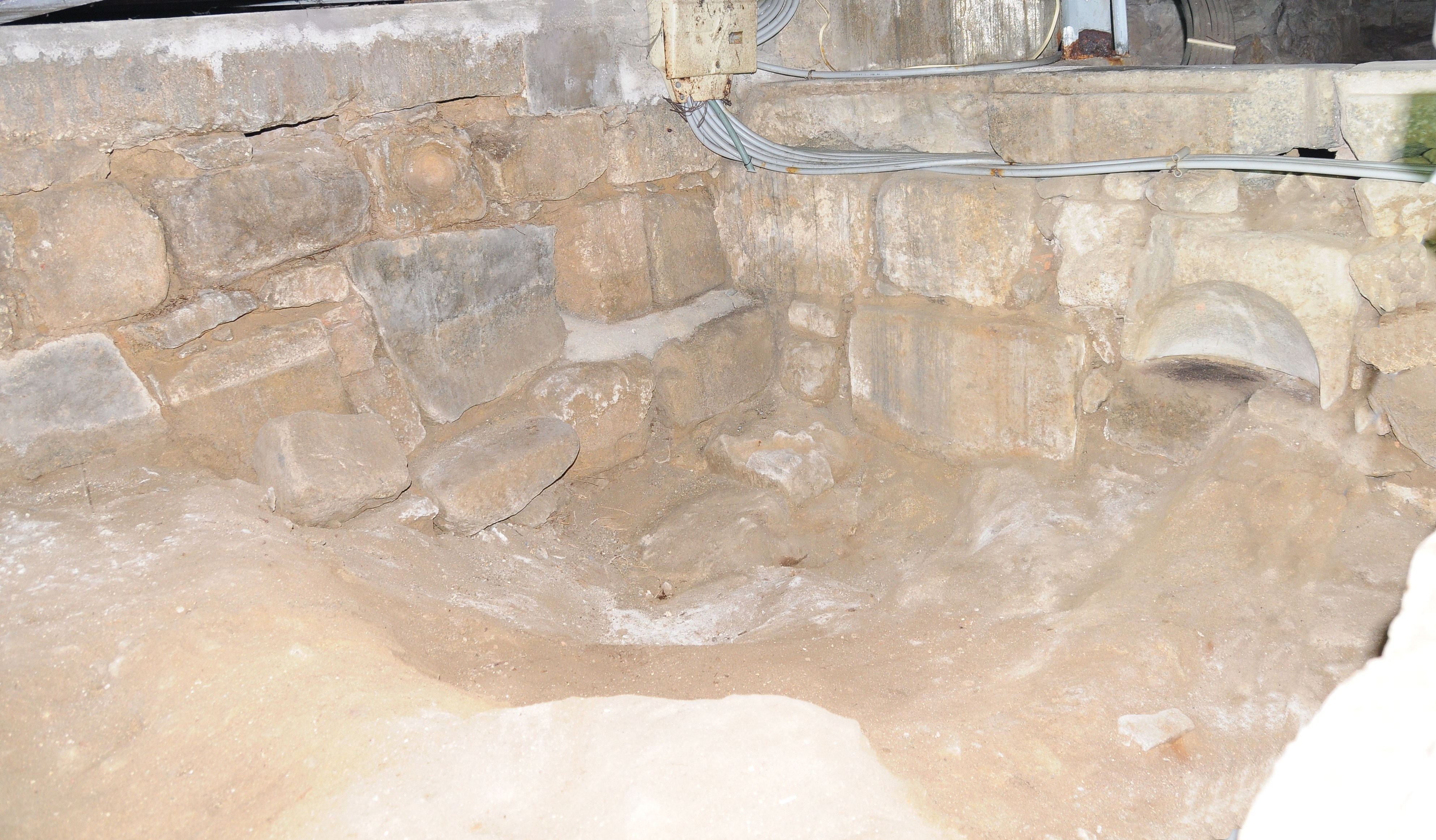
Vestigios de la basílica de Dumio desenterrados durante las excavaciones en torno a la iglesia matriz de Dume.

Sin embargo, no fue hasta 1987 cuando se completó la identificación formal de una villa romana bajo la capilla de Nossa Senhora do Rosário. Luís O. Fontes, profesor del departamento de arqueología de la Universidad de Minho detalló sus hallazgos en la parroquia civil. En 1992, se iniciaron en Dume las excavaciones formales del yacimiento funerario medieval. En mayo de 1993, se descubrieron las termas de la villa romana. Los restos de Martín de Braga fueron trasladados a una tumba subterránea junto a las ruinas, debajo de la capilla. En 1997, el gobierno local (portugués: Junta de Freguesia) erigió una valla para proteger el patio trasero de la Casa do Assento, cuya estructura arqueológica correspondía a las termas romanas que se descubrieron. Los trabajos de exploración de la basílica paleocristiana descubierta comenzaron en julio de 2005. La colección de artefactos arqueológicos recogidos durante las excavaciones se depositó en el Museu Dom Diogo de Sousa, en Braga, e incluía principalmente cerámica de época romana y medieval, pero también vidrio y ánforas de época romana, monedas medievales corroídas y mosaicos decorativos romanos. También se descubrieron: parte de la tapa de un sarcófago, la base de columnas, arcos, fragmentos de tallos, arcos y peldaños, decorados con rosetas en espiga y, losas de piedra caliza y mármol que incluyen restos de título y rejilla de celosía.

## Arquitectura

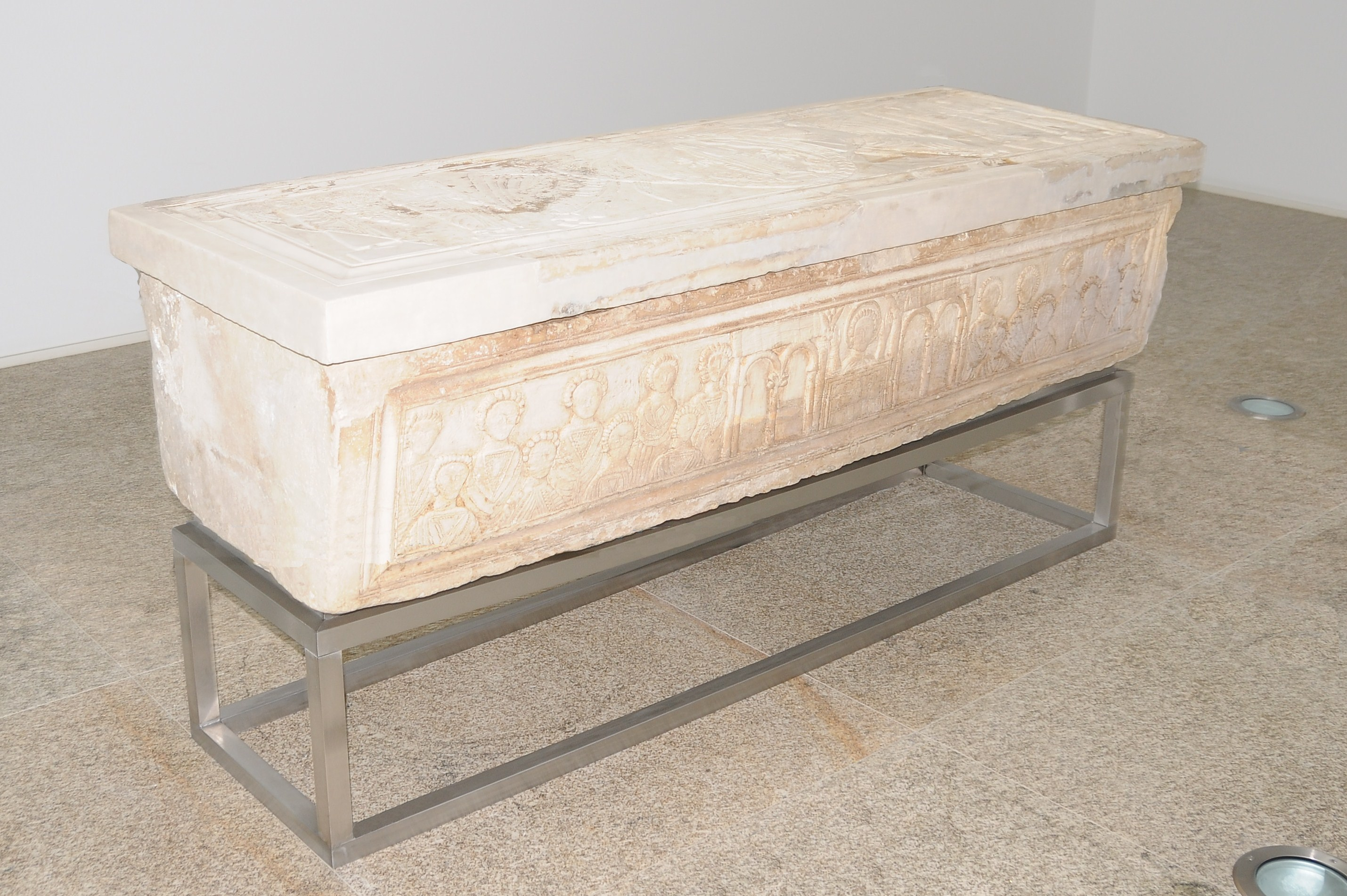
Sarcófago de piedra calcárea de Martín de Braga.

Las ruinas se localizan alrededor del Lugar da Igreja o Lugar do Assento en la plaza ocupada por la iglesia parroquial de Dume. Ocupando un paisaje rural, el espacio es una amplia propiedad que incluye la iglesia de São Martinho de Dume, constituida por un núcleo central del patio, la capilla de Nossa Senhora do Rosário y patio trasero de la Casa do Assento, en la misma manzana ocupada por el cementerio local.
Las ruinas arqueológicas de Dume abarcan un complejo de estructuras que incluyen: una gran villa romana (con una zona habitacional) y termas; restos de una basílica de granito en forma de cruz latina (orientada de este a oeste); con depósitos alineados horizontalmente en mortero, mosaicos policromos y una necrópolis compuesta por doce tumbas, situadas en un área definida por losas de granito y/o cobertura de ladrillo. Estos espacios individuales fueron ocupados sucesivamente a lo largo de un periodo de 2000 años.